# Toni Bentley
Toni Bentley (1958) é uma ex-bailarina e escritora australiana. Nasceu em Perth, na Austrália, e ainda criança mudou-se para Bristol, na Inglaterra.
Antes de tornar-se escritora, Toni foi bailarina e teve sua primeira aula de balé aos 4 anos. Entrou na School of American Ballet aos dez anos e ali estudou por oito anos. Com a idade de dezoito anos, ela se juntou a George Balanchine's New York City Ballet e dançou lá por dez anos.

## Obra
Toni Bentley é a autora da Temporada de Inverno: Jornal A Dancer's, Segurando o Ar: A Autobiografia de Suzanne Farrell (co-autoria com Farrell), Figurino por Karinska e Sisters of Salome - todos nomeados New York Times Notable Books.
Toni tem escrito artigos e resenhas para o New York Times Book Review, New York Newsday, Los Angeles Times, Artes e Antiguidades, Rolling Stone, Smithsonian, Ballet Review, Dance Magazine, Allure, a Nova República, Bookforum, e a revisão Nova York dos Livros. Ela deu palestras na Universidade de Harvard, o Oscar Wilde Society, em Londres, o Museu de Arte de Filadélfia, a Zimmerli Museu de Arte da Universidade de Rutgers, a Universidade do Norte da Flórida, e da Sociedade Filoctetes em Nova York.
Em 2004 ReganBooks / HarperCollins publicou seu quinto livro, A Entrega: Memórias Eróticas, que foi nomeado um dos 100 livros notáveis de 2004 pelo New York Times e um dos melhores livros do ano pela Publishers Weekly. Ele foi traduzido em dez idiomas.